# De Vlint
De Vlint (kei/zwerfsteen) aan de Eemnesserweg 28 is een villa in Baarn in de provincie Utrecht.
Het pand was de onderwijzerswoning van de voormalige Prinses Julianaschool die ernaast staat. Bij de bouw was het pand een laag hoog, de tweede verdieping is er rond 1900 op gezet. De aanzetting van de tweede laag is met gekleurde steen geaccentueerd. De symmetrische gevel heeft afgeschuinde hoeken, waardoor het gebouw een wat ronde vorm lijkt te hebben.